# Gran Zebrù
(Kurt Diemberger sulla Königswand, la parete nord del Gran Zebrù)
Il Gran Zebrù (Königsspitze in tedesco) è una montagna di 3.857 m s.l.m. nel gruppo Ortles-Cevedale, di cui è la seconda vetta per altezza dopo l'Ortles, davanti al Cevedale, ed è anche la seconda vetta più alta del Trentino-Alto Adige.

## Descrizione

### Localizzazione
Il Gran Zebrù è il secondo punto più elevato, dopo l'Ortles stesso, della regione Trentino-Alto Adige. Il confine tra quest'ultima e la Lombardia (provincia di Sondrio per essere precisi) passa esattamente per la cima, facendo di essa la più elevata vetta "lombarda" del massiccio, e tra le più alte della regione, superata solo da alcuni picchi del gruppo del Bernina.
Rispetto alla vetta dell'Ortles, cima principale del gruppo, il Gran Zebrù si innalza circa quattro chilometri a sud-est, lungo la dorsale principale del massiccio che dal Monte Cristallo (3434 m) conduce sino al Cevedale (3769 m).
Il suo profilo affilato domina due valli di alta quota: la Val Zebrù sul versante valtellinese, tributaria della bassa Valfurva in cui confluisce a est di Bormio, e la Valle di Solda (Suldental) sul versante tirolese, tributaria della Val Venosta.

### Morfologia del rilievo e note geologiche

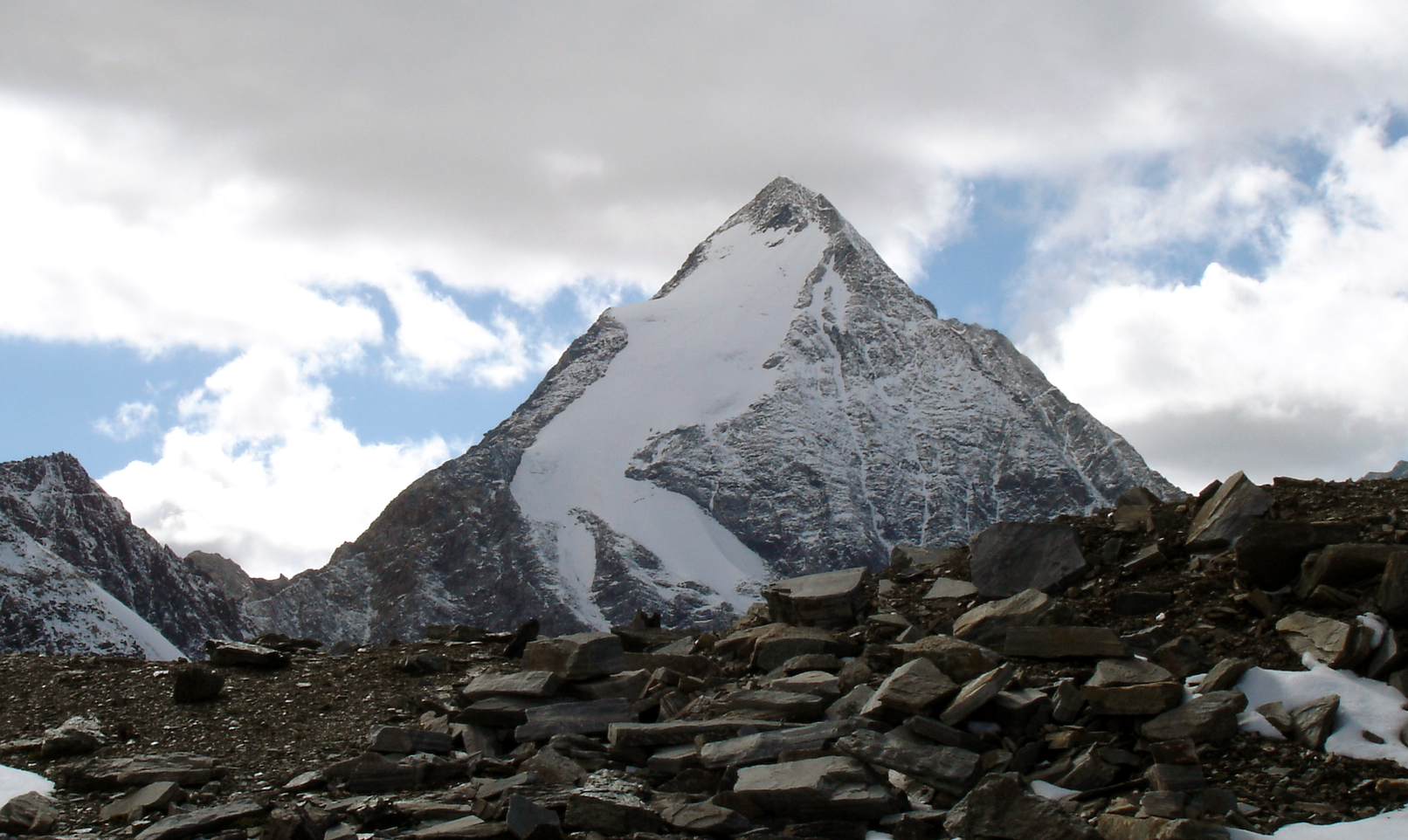
La cima del Gran Zebrù dal versante altoatesino

La vetta del Gran Zebrù è costituita, come peraltro le vicine vette dell'Ortles e del Monte Zebrù, da una roccia molto resistente all'erosione, la Dolomia Principale, lievemente metamorfosata. Essa poggia su un basamento cristallino, costituito prevalentemente da filladi. Piuttosto compatta, la dolomia dà origine a formazioni ardite e rilievi scoscesi: la cima del Gran Zebrù è una piramide piuttosto regolare i cui spigoli hanno un'inclinazione superiore ai 45 gradi.

## Storia

### Il nome e la leggenda
La montagna, situata esattamente sul confine tra la Valtellina e il Tirolo, e quindi tra la Lombardia e l'Alto Adige, ha due nomi che si affiancano nella cartografia ufficiale, uno insubre, poi adottato anche in italiano (Gran Zebrù) e uno tedesco (Königsspitze, che significa cima del Re).
I due nomi, che apparentemente non danno adito a nessuna correlazione tra di essi, sono in realtà legati da una leggenda che affonda le sue origini sino al medioevo, che parla appunto di un sovrano, Johannes Zebrusius, chiamato "il Gran Zebrù", feudatario nel XII secolo della Gera d'Adda (territorio realmente esistente, oggi in provincia di Bergamo). Johannes si innamorò (ricambiato) di Armelinda, figlia di un castellano del Lario, il quale però si opponeva alla loro relazione. Al fine di fare colpo agli occhi del padre di lei e convincerlo a dargli la figlia in sposa, Johannes prese parte a una crociata in Terrasanta, rimanendovi per quattro anni.
Al suo ritorno però ebbe una sgradita sorpresa: il padre di Armelinda non solo non aveva cambiato parere, ma addirittura aveva concesso in sposa la figlia a un nobile milanese. Costernato e depresso Zebrusius decise di abbandonare il suo feudo e l'arte della guerra e recarsi in montagna, dove avrebbe vissuto da eremita, scegliendo come dimora la val Zebrù, dominata dalla montagna. 
Lì visse in solitudine per trent'anni e un giorno, cercando di dimenticare il passato con la meditazione e la preghiera, e quando sentì che stava giungendo la sua ora si sdraiò su un tronco collegato a un congegno di sua invenzione, che fece precipitare sul suo corpo un grande masso bianco, sul quale egli aveva precedentemente inciso "Joan(nes) Zebru(sius) a.d. MCCVII". Tale masso è visibile ancora oggi, al limite inferiore del Ghiacciaio della Miniera.
Lo spirito del sovrano, purificato dal dolore e da anni di privazioni, salì sino sulla vetta della montagna che divenne il castello degli spiriti meritevoli, del quale l'anima di Zebrusius è il re.
La leggenda e l'origine del nome italiano (e lombardo) della montagna si intrecciano. È probabile infatti che il nome Zebrù (che identifica anche un'altra vetta poco lontana, il Monte Zebrù) derivi dalla radice celtica se (spirito buono, santo) e dal termine brugh, anch'esso celtico, che significa rocca o fortezza, "castello degli spiriti buoni", appunto.
Altre ricerche etimologiche però farebbero derivare il nome Zebrù dal latino super, cioè sopra, più in alto di qualsiasi altra montagna, la cima più alta (quando né l'Ortles né il Gran Zebrù erano ancora stati misurati è probabile che si ritenesse che quest'ultimo fosse il più elevato del massiccio).
Infine, nonostante la leggenda stessa possa indurlo a pensare, non vi è alcuna relazione tra di essa e il nome tedesco della montagna. Königsspitze e Königswand sembrano derivare da un errore dei topografi austriaci nel trascrivere il nome tirolese, Cunìgglspizze, che non avrebbe a che fare con König (re, sovrano) bensì con Könich, ossia cunicolo (il versante altoatesino della montagna è scavato da diverse miniere). Una seconda ipotesi fa comunque derivare il nome realmente dall'autorità regale, essendo la montagna posta al confine fra l'ex contea del Tirolo e il regno della Lombardia. Inoltre la forma dialettale venostana per "König" è "Kiini" (e Kiiniwant per "Königswand"), e gli etimi König e Kaiser (imperatore) ricorrono abbastanza spesso nella toponomastica montanara (sud) tirolese.

### Le prime ascensioni

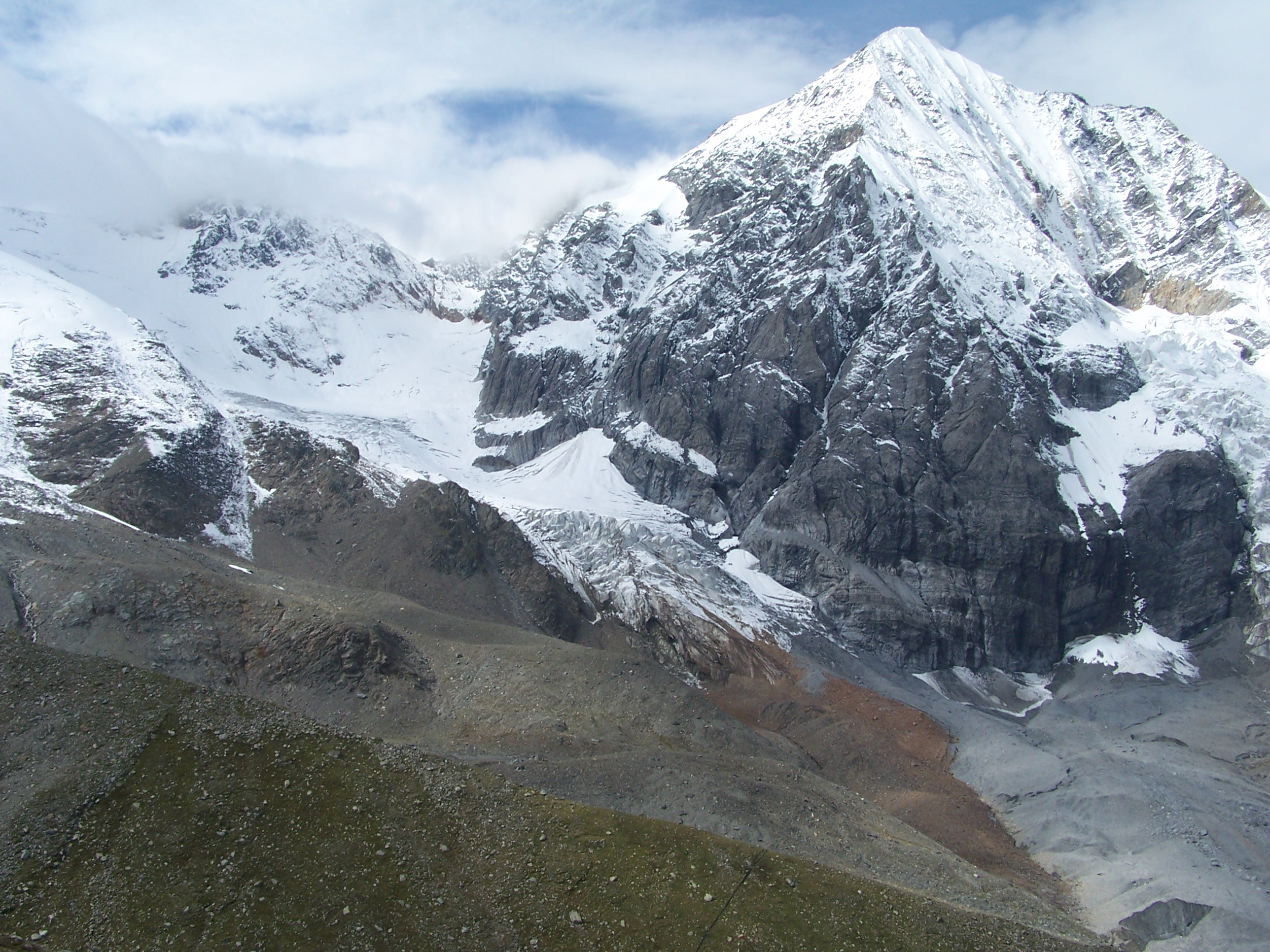
Veduta estiva del Gran Zebrù e di un suo ghiacciaio del versante orientale

Come pressoché tutte le altre vette più alte delle Alpi Retiche il Gran Zebrù fu scalato per la prima volta nel XIX secolo. La letteratura alpinistica assegna alla cordata composta dall'alpinista-esploratore inglese Tuckett, dai fratelli Buxton, anch'essi britannici, e dalle guide tirolesi Biener e Michel il privilegio della prima assoluta, il 3 agosto 1864. Il gruppo seguì la via della cresta est, senza l'uso di ramponi.
In realtà, non fu mai chiarito se effettivamente Tuckett e compagni furono i primi a mettere piede sulla vetta della montagna. Sei anni prima, comparve su un giornale cattolico un articolo dal titolo Über das Stilfser Joch auf den Zebru oder die Königsspitze (che suonerebbe in italiano come dallo Stelvio al Gran Zebrù) il cui autore si firmava con lo pseudonimo di Traunius. In questo articolo egli raccontava di essere partito da Monaco e aver raggiunto, a piedi e da solo, il paese di Trafoi il 2 agosto del 1854, alla base della montagna. Proseguiva poi dicendo di essersi accampato allo Stelvio e da lì aver attraversato i ghiacciai del versante occidentale del massiccio sino ai piedi del Gran Zebrù, per poi arrampicarsi su pendii ripidissimi sino a guadagnare la vetta. Nello stesso racconto, il misterioso alpinista affermò di aver accusato disturbi alla vista durante la discesa (i sintomi da lui descritti possono far pensare a una forma di mal di montagna) ma di essere giunto comunque a una casa cantoniera della strada dello Stelvio dove si riposò.
Traunius in realtà si chiamava Stephan Steinberger ed era un seminarista di Ruhpolding (Alta Baviera), poi ordinato sacerdote ed entrato nell'ordine dei cappuccini nel 1864 con il nome di Padre Corbinian. La veridicità del racconto di Steinberger e la sua buona fede non furono messe in discussione, ma i più eminenti alpinisti del tempo e le guide locali gli contestarono di aver confuso la vetta del Gran Zebrù con qualche altra cima del massiccio, in quanto - secondo le loro dichiarazioni - la denominazione delle cime era all'epoca ancora molto imprecisa e differente a seconda del posto, e sarebbe stato comunque impossibile scalare il versante sud del Gran Zebrù da solo e senza attrezzatura, fuorché un bastone da montagna. La critica alpinistica assegnò quindi alla squadra di Tuckett, dei Buxton, di Biener e Michel la prima ascensione storicamente accertata, come ricorda Bruno Credaro in Storie di guide, alpinisti, cacciatori.
Dopo la salita degli inglesi, le prime ripetizioni furono effettuate da Freshfield e compagni, e successivamente da Payer con Pinggera. Molti altri alpinisti approcciarono la montagna dai vari versanti: Meurer e Pallavicini giunsero in vetta salendo lungo la difficile cresta del Suldengrat, il professor Baptist Bernhard von Minnigerode scalando la parete nord senza ramponi e senza l'uso di chiodi, nel 1881. Leslie Stephen, padre di Virginia Woolf, salì anch'egli sulla vetta, ma si lamentò della nebbia che gli impediva di ammirare il panorama, come scrisse in The play-ground of Europe.

### La grande guerra

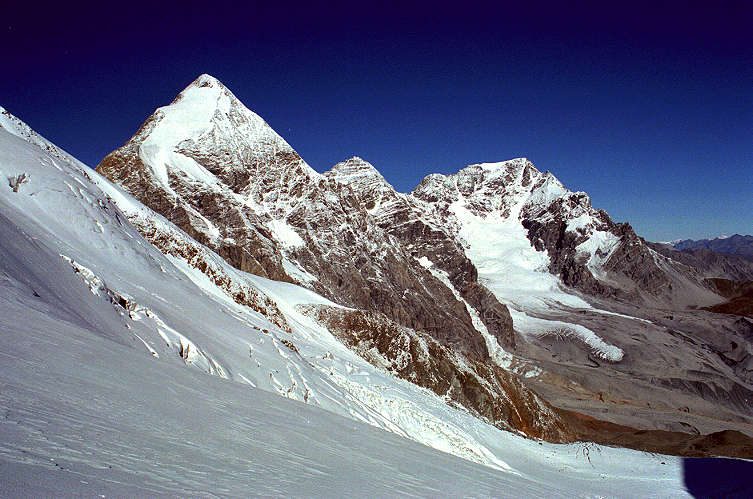
Gran Zebrù, Zebrù e Ortles

La zona fu interessata, nel periodo tra il 1915 e il 1918, dal fronte italo-austriaco nel contesto della prima guerra mondiale. Nella fattispecie, il Gran Zebrù fu occupato dagli Schützen di Nauders il 17 maggio 1917, salendo da est lungo un difficile pendio ghiacciato. La cima servì quindi da vedetta finché anche gli Alpini italiani non tentarono di attaccarla.
La salita dal versante lombardo, ove si trovava la postazione italiana, presentava però grandi difficoltà tecniche e logistiche. Gli Alpini, più alpinisti che soldati in queste occasioni, disposero una corda fissa per i primi 300 metri di salita (la parete ne misura circa mille) per facilitare l'attacco (in entrambi i sensi, sia alpinistico sia militare) alla cima. Nella notte del 3 giugno, cinque soldati scelti guidati dal sergente Giuseppe Tuana Franguel, seguiti da una squadra con i rifornimenti e le munizioni, si inerpicò lungo la corda sino al termine, ove iniziava la scalata vera e propria.
Nella completa oscurità i cinque alpini approcciarono la parete, affrontando una via mista (roccia e ghiaccio) che si sviluppava per circa 700 metri, sino a guadagnare la cresta sommitale, a pochi metri dalla vetta ove si trovava la postazione austriaca. Appena fu giorno, fecero fuoco su di essa uccidendo la sentinella e si attestarono nella scomoda posizione a poche decine di metri dagli austriaci. In un paio di mesi venne costruita una baracca e scavata una piccola galleria nella roccia. La postazione assunse il nome quantomai appropriato di "Nido d'Aquila". Nonostante i continui tentativi di sloggiare il nemico da parte di entrambi i contendenti, le posizioni rimasero immutate fino alla fine della guerra.

### L'impresa di Diemberger
La Meringa di ghiaccio (la Schaumrolle in tedesco) era un curioso ghiacciaio pensile formatosi alla sommità della parete nord (Königswand). Considerato estremamente difficile da scalare, data la sua pendenza strapiombante, fu superato nel 1956 da uno dei più famosi alpinisti del XX secolo, Kurt Diemberger, dopo aver salito la parete nord, aperta però nell'800 da Minnigerode e ripetuta, seguendo però un percorso diverso, da Ertl e Brehms nel 1930.
Egli la tentò prima con A. Morocutti e si fermò per il sopraggiungere delle tenebre a 15 metri dalla sommità, sotto il salto più sporgente ed inconsistente. Una settimana dopo egli torno sulla Meringa tramite un difficile traverso dalla Suldengrat e si legò insieme a Knapp e Unterweger, occasionalmente conosciuti a Solda, che ripetevano la diretta Ertl. La salita divenne leggendaria e rappresentò la più grande realizzazione in ghiaccio fino a quel momento, con uso sistematico di chiodi lunghi e di staffe, definito " VI grado in ghiaccio".
Oggi la meringa di ghiaccio non esiste più. Collassò nell'estate del 2001 a causa dell'enorme peso dovuto alle eccezionali nevicate di quell'inverno, provocando una slavina che però non causò né vittime né danni.

## Ascensioni
Il Gran Zebrù è una vetta molto frequentata ed offre numerose possibili ascensioni più o meno difficili tra cui le più ripetute e remunerative sono:

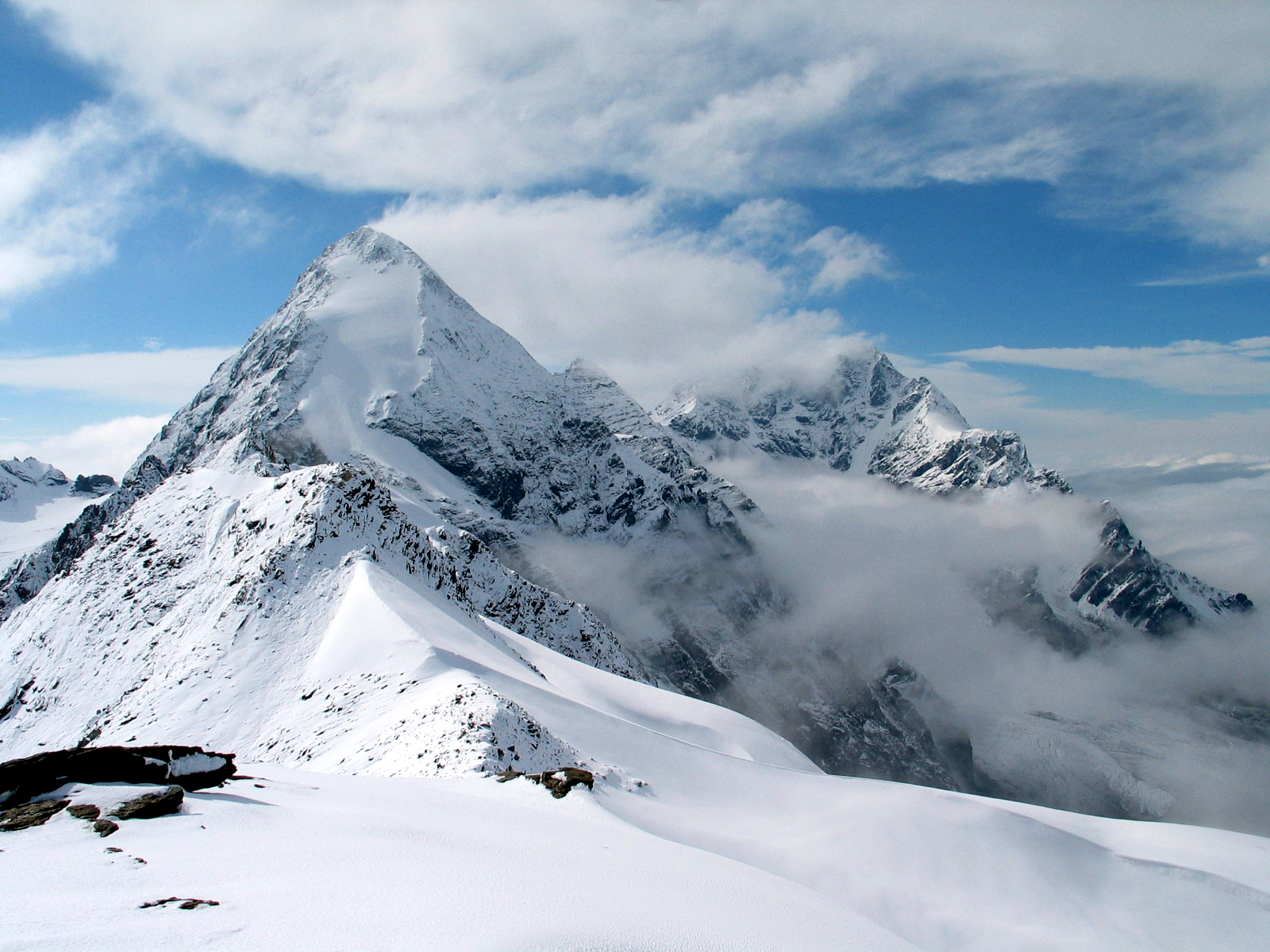
Gran Zebrù da sud; sullo sfondo, a destra, l'Ortles

### Via Normale
La via della prima ascensione nel 1864, molto frequentata. Originariamente saliva per la spalla e la cresta sud-est, quasi totalmente su terreno glaciale con pendii pendenza di circa 50° lungo il "Collo di Bottiglia" (il canale di accesso alla spalla) e di circa 45° sul ghiacciaio della cresta sud-est stessa. A causa del ritiro della copertura glaciale, la via attualmente percorre, una volta arrivati alla spalla, la costola rocciosa che delimita a sud la cresta sud-est, fino a quasi in vetta. La salita è assai esposta e valutata PD+ (AD- se compiuta sul percorso originario, portandosi comunque sul ghiaccio).

### Suldengrat
Una delle vie di cresta più belle delle Alpi, sale la cresta nord-ovest dal Passo di Solda con uno sviluppo di 1300 m e difficoltà su roccia di III e IV UIAA. È stata aperta nel 1880 da A. Jorg, R. Levy, J. Grill e Sepp Reinstadler. Bisogna distinguere tra Kurzer Suldengrat, quella attualmente percorsa e che parte direttamente dal passo di Solda e Langer Suldengrat che parte direttamente con uno spigolo dalle morene del ghiacciaio di Solda e percorsa molto di rado. È valutata D/D- con passaggi su misto tra III e IV.

### Via diretta Ertl-Brehem
È uno dei capolavori degli anni trenta, aperta nel 1930 da Hans Brehm e Hans Ertl e si sviluppa al centro della parete nord, quella che viene considerata come la più bella parete del Trentino-Alto Adige. Sale per delle costole rocciose e punta dritta all'ex meringa uscendone a destra. È una via molto impegnativa di 750 m con passaggi su misto di IV e ghiaccio a 60°-70°, valutata TD.

### Via Diretta per la "Meringa"
È stata la salita rivelazione del giovanissimo Kurt Diemberger nel 1956. La meringa crollò pochi anni dopo, si riformò negli anni 60 e crollò di nuovo nel 2001. Attualmente non si è ancora riformata.

### Via Aschenbrenner-Treichl
Aperta nel 1935 da uno dei fuoriclasse tedeschi dell'epoca, sale al centro della parete per le costole rocciose a sinistra della via Ertl distaccandosi da essa nel canalino di attacco e procedendo su terreno misto, valutata TD+ perché si sviluppa maggiormente su terreno misto lungo la costola centrale.

### Via "Thomas Gruhl"

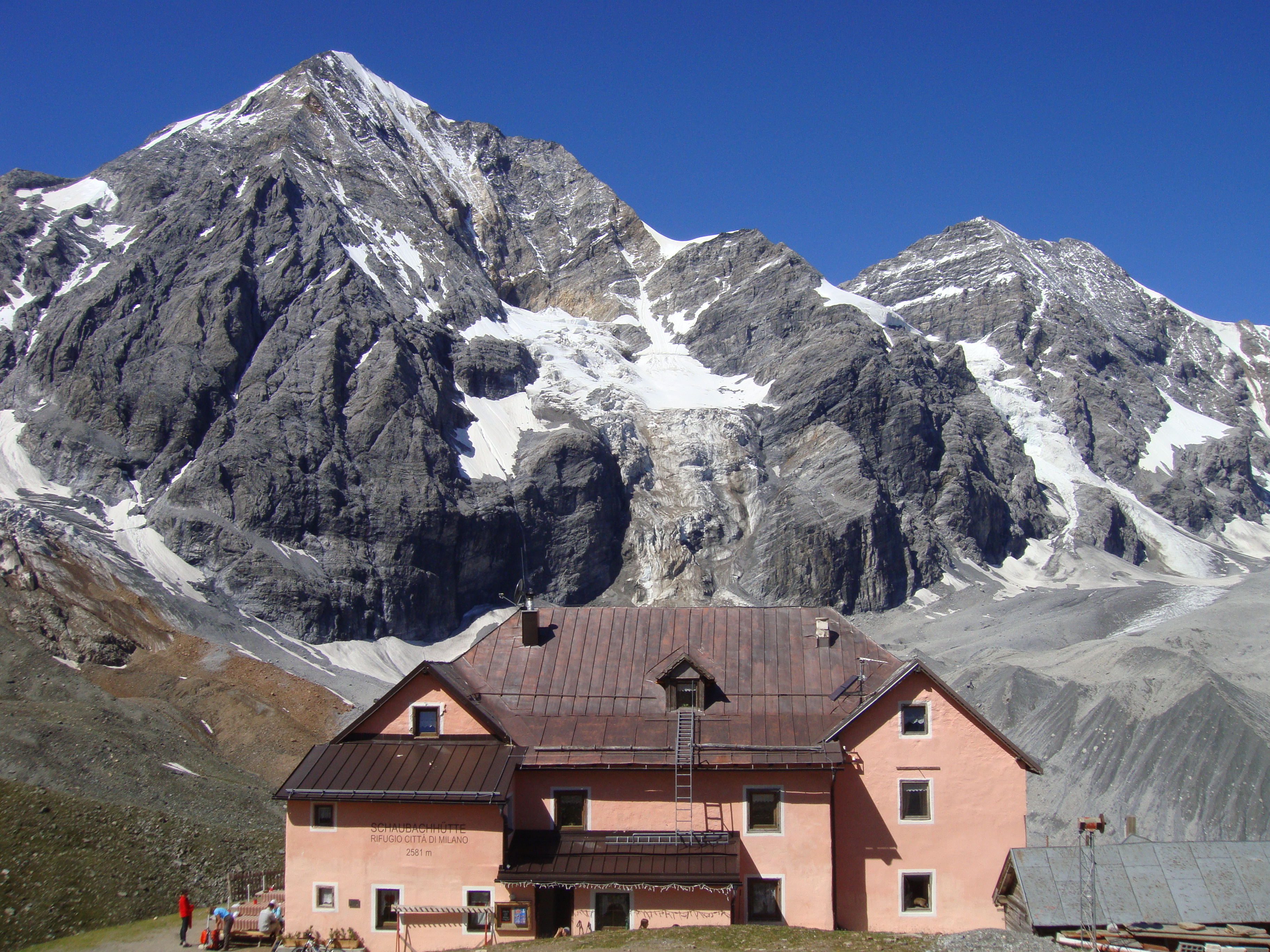
Rifugio Città di Milano

È stata tracciata nel 1978 da W. Klimek e S. Glasegger nel canale a sinistra delle due vie precedenti con difficoltà identiche: IV e ghiaccio a 65°-70°, valutata TD.

### Via Klimek-Gruhl
Itinerario del 1976 percorso da W.Klimek e T. Gruhl sulla costola a sinistra della via Gruhl, su terreno misto e difficile, complessivamente ritenuto TD+

### Via Minnigerode
L'apertura di questa via da parte di Baptist Minnigerode con Alois Pinggera e Peter Reinstadler nel 1879 fu un grande exploit nella storia dell'alpinismo. I primi salitori non usarono chiodi da ghiaccio ed intagliarono 1500 gradini senza neppure i ramponi. La via sale nel canalone che cinge a sinistra la parete nord, partendo dal catino glaciale. Difficoltà D per 650 m.

### Cresta est
Percorsa nel 1894 integralmente da Valerie Svoboda d'Avignon e Heinrich Friedel con Joseph Pichler e Friedel Schöpf, è un classico itinerario di cresta con difficoltà di II e III e pendii nevosi, meno famosa e frequentata della Suldengrat, si sviluppa per 1800 m su un dislivello di 1150 m. Lungo lo sperone iniziale è stata tracciata una variante difficile di IV e V nel 1943 da C. Antiga, R. Apollonio, A. Gabellini. Difficoltà complessiva D-.

### Canalone delle Pale Rosse
È la contestata via della prima ascensione di Steinberger lungo il versante ovest nel 1854. La prima ascensione certa è del 1881 da parte di Carl Blenzinger e Peter Reinstadler. Oggi è una classica ascensione su neve e terreno misto di circa 50° d'inclinazione e valutato AD.
Altri itinerari, soprattutto recenti, sono stati tracciati lungo i fianchi del Gran Zebrù, alcuni di elevata difficoltà. Presso la cima sono ancora visibili i resti delle baracche della Grande Guerra.